# Paquito D'Rivera
Paquito D'Rivera (Havana, 4 juni 1948) is een Cubaanse jazzsaxofonist en -klarinettist.

## Biografie
D’Rivera had saxofoonlessen gekregen van zijn vader Tito D’Rivera, een klassieke saxofonist en dirigent die een goede vriend was van de pianist en arrangeur Bebo Valdés. Een jaar later trad hij voor het eerst op zijn school op en op 10-jarige leeftijd had hij een door het publiek en de critici geprezen optreden in het Nationale Theater van Havana.
Sinds 1960 studeerde D’Rivera klarinet, compositie en harmonie aan het conservatorium van Havana, in 1965 was hij soloklarinettist bij een radio- en televisieprogramma van het Cuban National Symphony Orchestra. Vanaf 1967 was hij lid van het nieuwe jazzorkest Orquesta Cubana de Música Moderna, dat hij twee jaar regisseerde. In 1973 was hij een van de oprichters van het ensemble van Irakere, dat een mix van jazz, rock, klassieke en traditionele Cubaanse muziek speelde. De groep, geleid door pianist Chucho Valdés, was een sensatie op de jazzfestivals van Newport en Montreux in 1978, kreeg twee Grammy-nominaties en won een Grammy Award.
In 1979 organiseerde D’Rivera de Havana Jam, een evenement dat duizenden rock- en jazzmuzikanten in Cuba's hoofdstad bijeenbracht en werd vastgelegd in twee dubbele lp's. Tijdens een rondreis door Spanje in 1981 vroeg hij asiel aan bij de Amerikaanse ambassade. Na zijn aankomst in de Verenigde staten werd hij ondersteund door muzikanten als Dizzy Gillespie, Dave Amram, Mario Bauzá en Bruce Lundvall, die hem kansen gaven om op te treden als solist en hij bracht twee albums uit in 1981-1982.
Tijdens de daaropvolgende jaren toerde hij met zijn eigen Havana/New York Ensemble door de Verenigde Staten en Zuid-Amerika, Europa en Japan en trad hij op met muzikanten als Carmen McRae, McCoy Tyner, Toots Thielemans, Claudio Roditi, Roger Kellaway, Dizzy Gillespie en Benny Carter. In 1988 was hij een van de oprichters van het United Nation Orchestra, waarmee hij op tournee ging (live in de Royal Festival Hall, 1989).
In hetzelfde jaar speelde hij de wereldpremière van Roger Kellaway's David Street Blues met het National Symphony Orchestra als gastsolist en trad hij ook op met andere symfonieorkesten uit de Verenigde Staten, Europa en Latijns-Amerika, evenals klassieke kamermuziekensembles. Hij richtte een aantal eigen bands op: de Paquito D'Rivera Big Band, het Paquito D'Rivera Quintet, het kamermuziekensemble Triangulo en de calypso en salsa band Caribbean Jazz Project. In 1989 componeerde hij de New York Suite voor het Gerald Danovich Saxophone Quartet, in 1994 Aires Tropicales voor het Aspen Wind Quintet. In 2019 was hij solist in de Latin American Chronicles van Daniel Freiberg, waarmee hij in première ging met de WDR Funkhausorchester Köln.
Hij ontving een eredoctoraat van de Berklee School of Music in 2003, werd met talloze Grammy's (waaronder voor het album Portraits of Cuba in 1996 en de compositie Merengue, uitgevoerd door de cellist Yo-Yo Ma 2005) en Latin Grammys onderscheiden en door de Jazz Journalists Association in 2004 en 2006 geëerd als klarinettist van het jaar. In 2008 ontving D’Rivera de Frankfurt Music Prize. In 2005 ontving hij de NEA Jazz Masters Fellowship.

## Discografie
- 1981: Blowin' met Jorge Dalto, Hilton Ruiz, Eddie Gomez, Ignacio Berroa
- 1982: Mariel met Randy Brecker, Hilton Ruiz, Ignacio Berroa. Daniel Ponce, Brenda Feliciano
- 1983: Live at the Keystone Korner met Claudio Roditi, Carlos Franzetti, Steve Bailey, Ignacio Berroa, Daniel Ponce
- 1984: Why Not met Claudio Roditi, Toots Thielemans
- 1985: Explosion met Claudio Roditi, Michel Camilo
- 1990: Reunion met Uwe Feltens, David Finck, Fareed Haque, Giovanni Hidalgo, Danílo Perez, Arturo Sandoval, Mark Walker, Götz A. Wörner
- 1996: Portraits of Cuba met Gustavo Bergalli, Andres Boiarsky, Thomas Christensen, John Clark, Dario Eskenazi, Lawrence Feldman, David Finck, Bob Millikan, Dick Oatts, James E. Pugh, Roger Rosenberg, Pernell Saturnino, Lew Soloff, David Earl Taylor, Diego Urcola, Mark Walker
- 1998: Hay Solucion
- 2000: Music from Two Worlds
- 2001: The Clarinetist, Vol. 1 met Frank Chastenier, Wolfgang Haffner, Niels-Henning Ørsted Pedersen, Pernell Saturnino, Pablo Zinger
- 2001: Sons Do Brasil
- 2004: Tribute to Cal Tjader met Tony Barrero, Yayo el Indio, José Fajardo, Lawrence Farrel, Isidro Infante, José Mangual, Tito O'Casio, Papo Pepin, Mario Rivera, Rubén Rodríguez, Adalberto Santiago, Larry Spencer, Al Torrente, Johnny Torres
- 2004: Riberas
- 2005: The Jazz Chamber Trio met Mark Summer, Alon Yavnai
- 2007: Funk Tango met Diego Urcola, Ed Simon, Oscar Stagnaro, Alon Yavnai, Mark Walker, Pernell Saturnino
- 2008: Back in New York met Sebastian Schunke, Antonio Sánchez, John Benitez, Pernell Saturnino, Anders Nilsson
- 2013: Paquito D'Rivera & Trio Corrente Song for Maura, Grammy

- Biblioteca Nacional de España: XX888225
- Bibliothèque nationale de France: cb13893429c (data)
- Catàleg d'autoritats de noms i títols de Catalunya: 981058511988806706
- Gemeinsame Normdatei: 123393728
- International Standard Name Identifier: 0000 0001 0896 4291
- Library of Congress Control Number: n83043761
- MusicBrainz: 073a7869-e45b-4343-a776-27a50dcc3c76
- Nationale Bibliotheek van Tsjechië: xx0064451
- Nationale Bibliotheek van Israël: 987007397306305171
- Nederlandse Thesaurus van Auteursnamen: 09728906X
- SNAC: w65m7bxg
- Système universitaire de documentation: 078675804
- Trove: 1189694
- Virtual International Authority File: 46946111
- WorldCat: E39PBJh4vkh7yrwJ7rdfKQTvHC